# 恩斯特·克勞澤 (昆蟲學家)

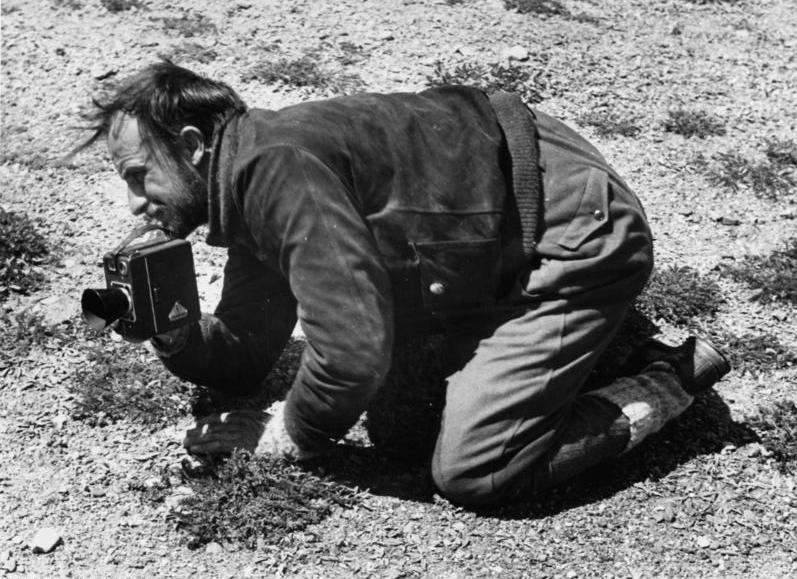
在西藏拍照的恩斯特·克勞澤

恩斯特·克勞澤（德語：Ernst Krause；1899年—1987年）是德國昆蟲學家。他於1899年出生於柏林。他是恩斯特·舍费尔1938年—1939年西藏遠征隊的官方攝影師。